# Columbus (modul)
Columbus, laboratorij na Međunarodnoj svemirskoj postaji, doprinos Europske svemirske agencije. U svemir je lansiran 7. veljače 2008. na Space Shuttleu Atlantis u sklopu misije STS-122. Cijena izgradnje modula, eksperimenata koji će se u njemu izvoditi i prateće zemaljske infrastrukture iznosi 1,4 milijarde eura.